# Grupo Famsa
Grupo Famsa is een Mexicaans retailbedrijf dat eigenaar is van warenhuizen Famsa. Het bedrijf was een van de belangrijkste winkels in Mexico. In 2023 heeft het bedrijf vestigingen in Texas met 21 winkels en 21 kantoren voor persoonlijke leningen.
Tot 2022 had het bedrijf 379 winkels in 78 Mexicaanse steden en 22 winkels in Texas en Illinois, waar 23% van de Spaanstalige bevolking van de Verenigde Staten woont. Het bedrijf heeft zijn hoofdkantoor in Monterrey, Mexico. 
Het bedrijf produceert ook meubels en biedt bank- en kredietdiensten aan, waaronder persoonlijke autofinancieringen via de Banco Ahorro Famsa. Tot 2020, toen de dienst werd opgeheven, had de bank 359 bankfilialen in haar warenhuisfilialen in Mexico. Bij de Famsa-vestigingen in de Verenigde Staten kunnen klanten bestellingen plaatsen voor levering van goederen aan locaties in de Verenigde Staten en Mexico. 
Daarnaast is Famsa actief in de schoenencatalogusbranche. Het bedrijf bedient groothandels- en detailhandelsklanten via detailhandelsfilialen en groothandelsmagazijnen. Het bedrijf werd in 1970 in Monterrey opgericht.
In 2023 sloot Grupo Famsa 69 winkels, de 3 resterende Famsa-winkels bleven open, waarbij de laatste in de Colón-avenue op 31 maart 2023 sloot. 
In 2023 is de keten alleen nog in Texas aanwezig met 21 Famsa Furniture-winkels en 21 filialen van Famsa Loans en Famsa Financial voor kredietverlening. 

## Geschiedenis
Don Humberto Garza opende de Fabricantes Muebleros, zijn eerste winkel. De winkel werd Famsa genoemd en breidde zich vanaf 1975 uit naar heel Mexico. Eind 2000 opende Famsa haar eerste vestiging in de Verenigde Staten, in Los Angeles. Famsa wilde zich richten op de groeiende Spaans-Amerikaanse bevolking. In 2005 realiseerde het bedrijf een omzet van $ 1 miljard. De omzet in de Verenigde Staten bedroeg 11,9 procent van die omzet. In 2006 had Famsa 25 winkels in de Verenigde Staten. In datzelfde jaar wilde het bedrijf nog eens 25 extra vestigingen in de Verenigde Staten openen tot 2010. Begin 2006 opende Famsa haar activiteiten in Guatemala en was van plan om te beginnen met leveringen aan El Salvador.
Op 26 juni 2020 meldde Grupo Famsa in een verklaring aan de Mexicaanse effectenbeurs dat het uitstel van betaling had aangevraagd.
Op 6 augustus 2020 keurde de aandeelhoudersvergadering een verzoek goed om het faillissement aan te vragen in de Verenigde Staten en in Mexico. 
In 2023 sloot Famsa haar winkels in Mexico en waren er nog maar 3 winkels open. 
Uiteindelijk sloot Famsa op 31 maart 2023 haar laatste en eerste vestiging in Monterrey, waarmee een einde kwam aan de 53 jaar oude keten. Eind 2023 had Famsa nog 21 meubelwinkels in de Amerikaanse staat Texas. 